# Hastakaragadde, Yellapur
Hastakaragadde là một làng thuộc tehsil Yellapur, huyện Uttara Kannada, bang Karnataka, Ấn Độ.